# Ostopovice
Ostopovice (in tedesco Wostopowitz) è un comune della Repubblica Ceca facente parte del distretto di Brno-venkov, in Moravia Meridionale.